# Haitang

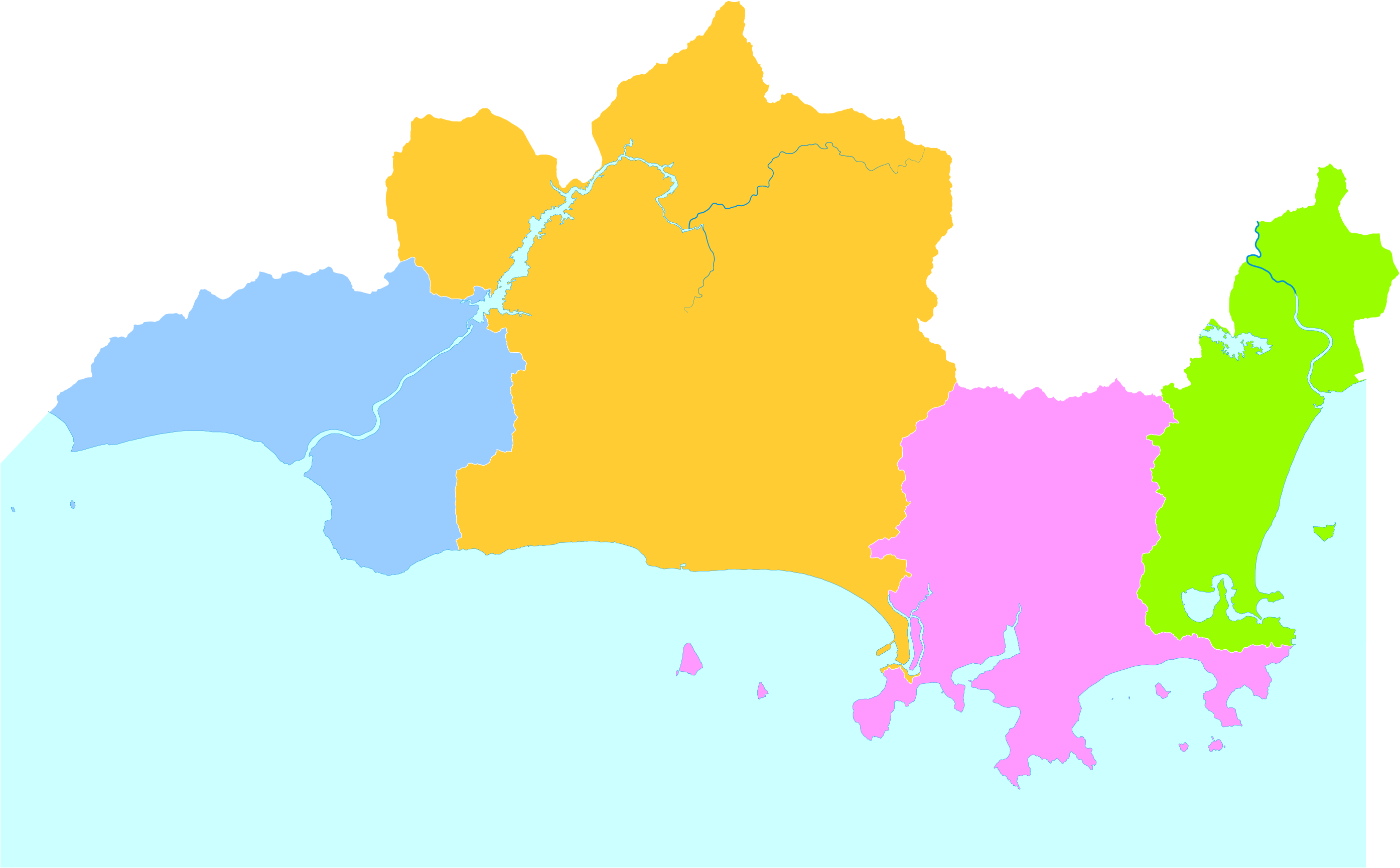
Haitang im Osten von Sanya

Haitang (chinesisch 海棠区, Pinyin Hǎitáng Qū) ist der östliche Stadtbezirk der bezirksfreien Stadt Sanya im Süden der Provinz Hainan in der Volksrepublik China. Er hat eine Fläche von 251,4 km² und 113.481 Einwohner (Stand: Zensus 2020).
Haitang wurde als Stadtbezirk am 30. Juli 2014 gegründet und umfasst das Gebiet der ehemaligen Großgemeinde Haitangwan (海棠湾镇) und der Staatsfarm Nantian (国营南田农场).

## Administrative Gliederung
Anders als sonst in China üblich, ist die Dorfebene in Haitang administrativ direkt der Kreisebene (Stadtbezirk) unterstellt. Die Gemeindeebene fehlt. Auf Dorfebene setzt sich Haitang aus drei Einwohnergemeinschaften und 19 Dörfern zusammen. Diese sind:
- Einwohnergemeinschaft Linwang (林旺社区);
- Einwohnergemeinschaft Tenghai (藤海社区);
- Einwohnergemeinschaft Yongning (永宁社区);
- Dorf Beishan (北山村);
- Dorf Dongxi (东溪村);
- Dorf Fengtang (凤塘村);
- Dorf Haifeng (海丰村);
- Dorf Hongli (洪李村);
- Dorf Jianglin (江林村);
- Dorf Linxin (林新村);
- Dorf Longhai (龙海村);
- Dorf Longjiang (龙江村);
- Dorf Longlou (龙楼村);
- Dorf Qingtian (青田村);
- Dorf Sanzao (三灶村);
- Dorf Shengchang (升昌村);
- Dorf Tengqiao (藤桥村);
- Dorf Tielu (铁炉村);
- Dorf Wanpo (湾坡村);
- Dorf Yelin (椰林村);
- Dorf Yingtou (营头村);
- Dorf Zhuangda (庄大村).